# Odontaster setosus
Odontaster setosus är en sjöstjärneart som först beskrevs av Addison Emery Verrill 1899.  Odontaster setosus ingår i släktet Odontaster och familjen Odontasteridae. Inga underarter finns listade i Catalogue of Life.